# Chrysophyllum ambrense
Chrysophyllum ambrense är en tvåhjärtbladig växtart som först beskrevs av André Aubréville, och fick sitt nu gällande namn av George Edward Schatz och Laurent Gautier. Chrysophyllum ambrense ingår i släktet Chrysophyllum och familjen Sapotaceae. Inga underarter finns listade i Catalogue of Life.